# Ruadan
Dans la mythologie celtique irlandaise, Ruadan est le fils de la déesse Brigit et du roi Bres, il est donc également apparenté aux dieux des Tuatha Dé Danann et aux Fomoires. Lors de la « Seconde bataille de Mag Tured » (Cath Maighe Tuireadh), qui oppose ces deux peuples, pour l’occupation de l’Irlande, il est envoyé par son père dans le camp ennemi, pour épier Goibniu le dieu-forgeron. Celui-ci, grâce à son marteau magique, fabrique une épée ou un javelot parfait, en trois coups. Ruadan dérobe une arme, tente d’occire le forgeron, mais celui-ci, bien que blessé, réussit à tuer son agresseur.
Selon la légende, Brigit, apprenant la mort de son fils, se mit à pleurer, ses larmes seraient les premières de l’histoire de l’île, la « première lamentation en Irlande ». Gobniu sera guérit par un bain dans la Fontaine de Santé.
Son nom Ruadán le « (Petit-)rouge » est une dénomination du jeune soleil, fils de l'Aurore Brigit Le mythe de Ruadán « Soleil rouge (foncé) » reposerait, selon Jean Haudry, sur un schème mythologique dans lequel une déesse Aurore, ici Brigit, épouse un mortel et a un fils qui mourra, mais qu'elle ressuscite et immortalise. Ce fils est le Soleil qui meurt et renaît chaque jour et chaque année selon le cycle annuel. Le mythe celtique est un équivalent approximatif de la légende grecque de Memnon. 